# Parkeerassistent

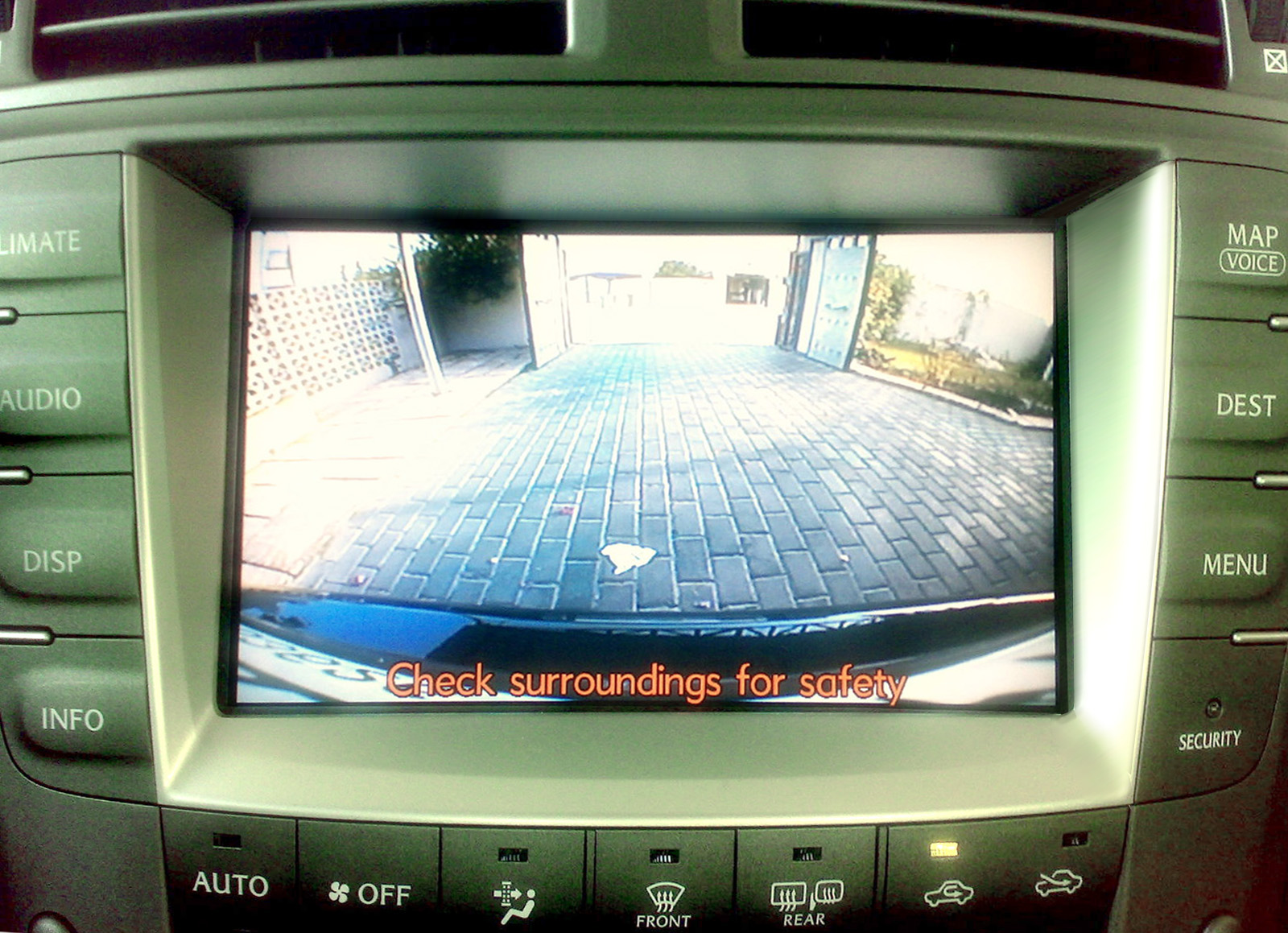
Parkeerhulp met behulp van LED-scherm.

Een parkeerassistent of parkeerhulp (Engels: Parking Assist) is een systeem dat het inparkeren van een voertuig, met name op krappe plekken, moet verlichten.
Er wordt onderscheid gemaakt tussen actieve en passieve systemen. De passieve systemen zijn oriëntatiepunten op het voertuig waardoor het inparkeren gericht kan plaatsvinden. Deze bestonden al in de jaren zestig.
De actieve systemen ondersteunen of vervangen de bestuurder. Met behulp van de aanwezige meetinstrumenten wordt het systeem aangestuurd. De gebruiker kan door middel van een akoestisch of optisch signaal (op een LED-scherm of andere grafische toepassing) de voortgang van de parkeermanoeuvre, uitgevoerd door de bestuurder, volgen. Er zijn ook systemen die de manoeuvre geheel zelfstandig kunnen uitvoeren.